# Фоглер, Георг Йозеф
Аббат Георг Йозеф Фо́глер (нем. Georg Joseph Vogler, 15 июня 1749, Вюрцбург — 6 мая 1814, Дармштадт) — немецкий композитор, органист, теоретик музыки, музыкальный педагог, музыковед
.

## Биография
Сын скрипичного мастера, учился в иезуитской школе, уже в десятилетнем возрасте хорошо играл на органе, скрипке и других инструментах. С 1774 года брал уроки у Дж. Б. Мартини в Болонье, затем у Ф. А. Валлотти в Падуе. Принял в Риме сан священника, вступил в Аркадскую академию — содружество писателей и музыкантов, основанное в 1690 году.
В 1775 году обосновался в Мангейме, где был назначен вторым капельмейстером при дворе курфюрста Карла Теодора и открыл музыкальную школу. Изобрел новую систему постановки пальцев при игре на клавесине, новую форму органа — переносной орган оркестрион (1790), развивал учение Рамо о гармонии. В трёхтомных «Размышлениях о мангеймской композиторской школе» (1778-81) проанализировал музыкальные стили и техники своего времени.
После переезда двора в Мюнхен последовал за курфюрстом в 1780 году, но, недовольный приемом его музыкально-драматических сочинений, вскоре оставил место. Переехав в Париж, пропагандировал свои теоретические взгляды, с успехом давал органные концерты в церкви Сен-Сюльпис, его опера была представлена в Версале. Много путешествовал (Испания, Греция, Армения, Азия, Африка, Гренландия), посетил Санкт-Петербург (1788), собирал музыкальный фольклор.
В 1786 году был назначен придворным капельмейстером шведского короля Густава III, вновь открыл музыкальную школу, давал концерты на оркестрионе. В Стокгольме проживал до 1799 года. В 1790 с огромным успехом давал органные концерты в лондонском театре «Пантеон». В качестве виртуозного органиста выступал в Роттердаме, Франкфурте, Берлине, Мюнхене и Вене (где соревновался с Бетховеном в мастерстве импровизации на фортепьяно).
В 1807 году получил место капельмейстера при дворе гессенского ландграфа Людвига I. В Дармштадте открыл свою третью, ставшую наиболее известной музыкальную школу, среди его многочисленных учеников были Вебер и Мейербер, боготворившие учителя, а также Франц Ксавер Гебель.
На основе общения с сыновьями И. С. Баха и их воспоминаний Фоглер написал одну из первых книг об этом композиторе (издана в 1802 году). Скончался от апоплексического удара в Дармштадте на 65-м году жизни.

## Творчество и значение
Остался в истории музыки как блестящий исполнитель и замечательный педагог. Его собственная музыка (произведения для клавесина, фортепиано, скрипки, флейты, валторны, Реквием, музыка к шекспировскому «Гамлету» и др.) почти не исполняется, хотя фирма «Чандос» выпустила диск с его сочинениями (Chan 10504) в исполнении London Mozart Players под управлением Маттиаса Бамерта. Теоретические подходы Фоглера развивали Готфрид Вебер и Симон Зехтер.
Крайне отрицательно о Фоглере отзывался В. А. Моцарт, называя его «жалким музыкальным паяцем, человеком, который слишком много о себе мнит и немногое может». Композитор подвёрг резкой критике творчество, теоретические взгляды и личность аббата Фоглера. Вслед за Моцартом о нём отрицательно отзывались многие другие немецкие и австрийские авторитеты. Русский критик А. Д. Улыбышев писал о музыканте также в негативном ключе. Положительный образ композитора как создателя новых миров представлен в стихотворении Роберта Браунинга «Аббат Фоглер» (1864). 
В качестве органостроителя добился уменьшения размеров органов и, соответственно, их удешевления (главным образом благодаря использованию возможностей разностных композиционных тонов).